# Saint-Magne-de-Castillon
Saint-Magne-de-Castillon è un comune francese di 1 858 abitanti, situato nel dipartimento della Gironda, nella regione della Nuova Aquitania.

## Società

### Evoluzione demografica
Abitanti censiti